# Filha do Faraó (esposa de Salomão)

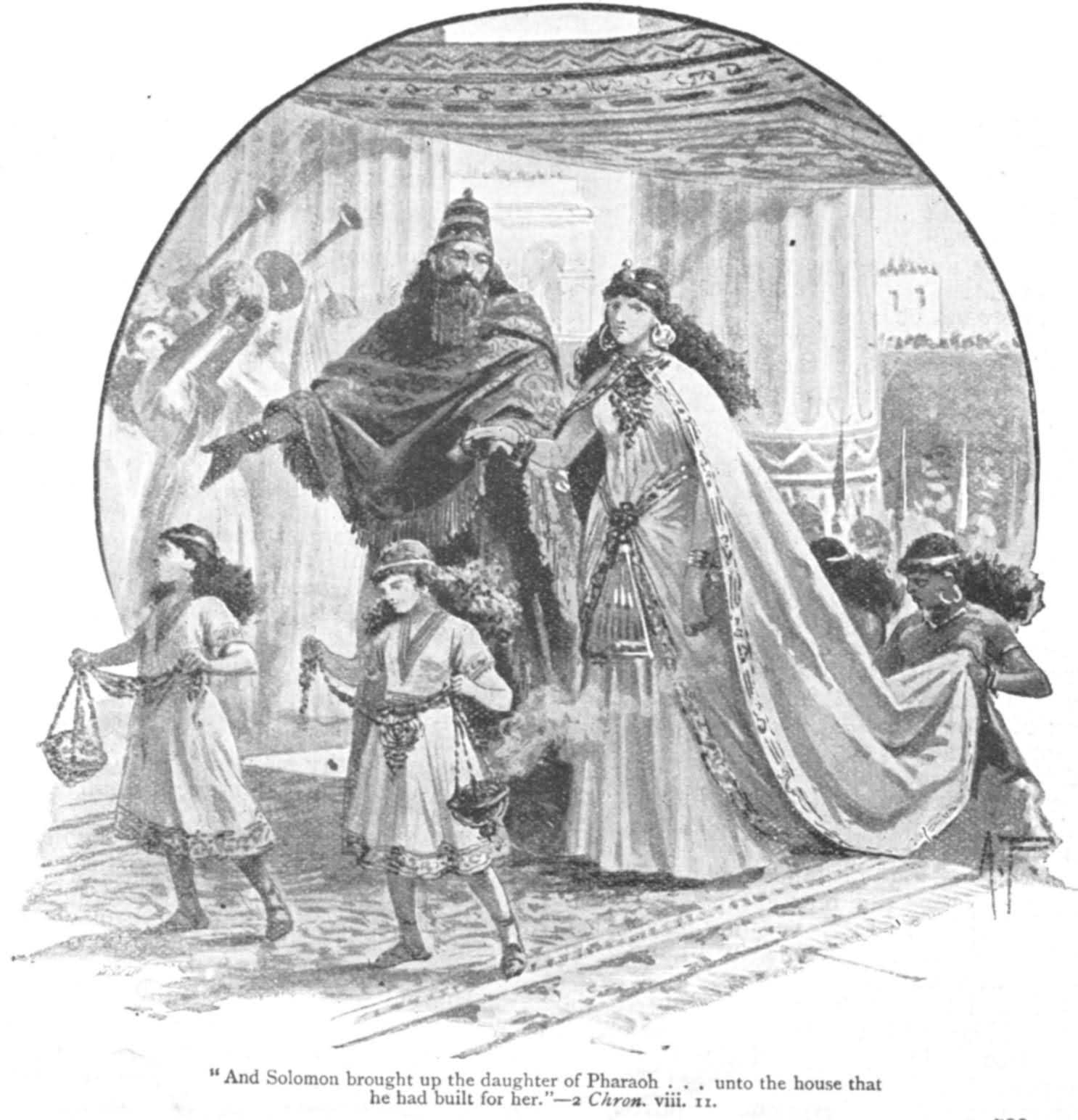
Rei Salomão e filha do Faraó

A filha do Faraó é uma figura na Bíblia Hebraica descrita como tendo se casado com Salomão para cimentar uma aliança política entre o Reino de Israel e Egito.

## Narrativa bíblica
Embora não haja evidências arqueológicas de um casamento entre uma princesa egípcia, filha de um Faraó, e um rei de Israel, afirmações sobre um casamento são feitas em vários lugares na Bíblia Hebraica.

### Uma aliança matrimonial
- 1 Reis 3:1 diz: "E Salomão se aliou a Faraó, rei do Egito, por casamento, e tomou a filha de Faraó, e a trouxe para a cidade de Davi, até que ele acabou de construir sua própria casa, e a casa do Senhor, e o muro de Jerusalém ao redor."

O fato da filha do Faraó ter sido destacada nos relatos de Salomão é significativo, pois um tratamento semelhante não é dado as suas setecentas esposas, princesas e trezentas concubinas. Alguns estudiosos acreditam que esse exemplo único ocorreu porque esse casamento em particular "demonstra a riqueza e o poder da monarquia hebraica, pois as filhas do Faraó não costumavam casar fora da própria família e talvez indique a fraqueza do egípcio reino neste momento." Outro estudioso aponta que se casar com a filha do Faraó é significativo à luz da história do Êxodo, "Um descendente de ex-escravos egípcios agora se tornou genro do Faraó". A maioria dos estudiosos acredita que a aliança foi resultado da reputação do pai de Salomão, "Sob Davi, Israel se tornou um fator a ser considerado na política oriental, e o Faraó achou prudente garantir sua amizade." A aliança por meio do casamento é visto pelos estudiosos como a razão para o aumento relatado no comércio com o Egito em 1 Reis 10:28-29.

### Gezer como dote

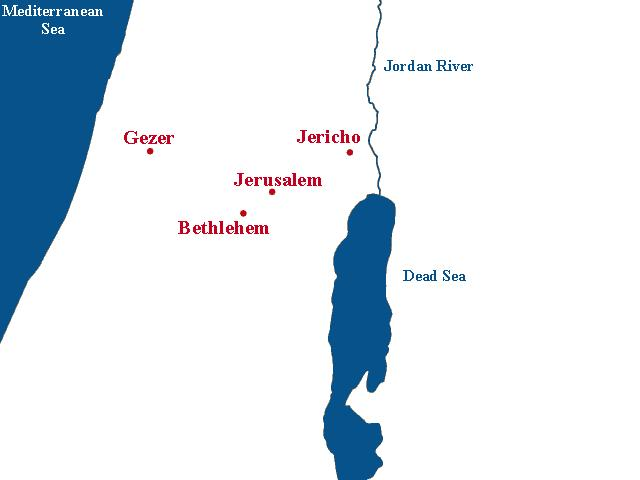
Localização da cidade de Gezer

A narrativa diz que a cidade cananeia de Gezer nunca havia sido conquistada pelos israelitas, sendo que os cananeus vivia entre eles. Essa situação mudou quando o exército egípcio invadiu a cidade, limpou etnicamente a população e o faraó a entregou à filha como presente de casamento, pelo que se tornou propriedade de Israel.
O historiador Flávio Josefo dá um relato semelhante em sua obra (Antiguidades Judaicas):
| “ | ... ele [Salomão] também construiu cidades que podem ser contadas entre as mais fortes, Hazor e Megido, e a terceira Gezer, que realmente pertencera aos filisteus; mas Faraó, o rei do Egito, fizera uma expedição contra ele, sitiou-o e tomou-o à força; e quando ele matou todos os seus habitantes, ele o derrubou totalmente e deu-o como um presente a sua filha, que fora casada com Salomão; por essa razão o rei a reconstruiu, como uma cidade que era naturalmente forte e poderia ser útil em guerras e nas mutações das coisas que às vezes acontecem. Além disso, ele construiu duas outras cidades não muito longe dela, Bete-Horom era o nome de uma delas e Baalate da outra. Ele também construiu outras cidades que se situam convenientemente para estes, a fim de desfrutarem de prazeres e iguarias neles, como naturalmente de uma boa temperatura do ar, e agradáveis para frutas maduras em suas estações adequadas, e bem regadas com nascentes." | ” |

### Palácio
De acordo com 1 Reis 9: 20-23, Salomão escravizou todos os povos cananeus que restaram em Israel: amorreus, hititas, perizeus, heveus e os jebuseus. Os escravos produziram muitas estruturas para Salomão, incluindo um palácio para a filha do Faraó.
- 1 Reis 7:8–12

"E [Salomão construiu] a sua casa onde pudesse habitar, no outro átrio, dentro do alpendre, era da mesma obra. Fez também uma casa para a filha de Faraó, a quem Salomão casou, como este alpendre. Todas essas eram de pedras caras, de acordo com as medidas de pedras lavradas, serradas com serras, por dentro e por fora, desde a fundação até a cobertura, e assim por fora até o grande pátio. E o fundamento era de pedras preciosas, mesmo grandes pedras, pedras de dez côvados e pedras de oito côvados. E acima havia pedras caras, segundo a medida de pedras lavradas, e cedro. E o grande átrio ao redor tinha três fileiras de pedra lavrada e uma fileira de vigas de cedro, como o átrio interno da casa do Senhor e o átrio do pórtico da casa."